# 21 септември
21 септември е 264-тият ден в годината според григорианския календар (265-и през високосна година). Остават 101 дни до края на годината.

## Събития
- 1378 г. – Цар Иван Шишман издава Рилската грамота, с която на Рилския манастир се дават 20 села като феодални владения.
- 1551 г. – Основан е Кралският и папски университет на Мексико.
- 1719 г. – Състои се сватбата на пфалцграф Кристиан III фон Цвайбрюкен и Каролина фон Насау-Саарбрюкен.
- 1862 г. – Първата българска легия в Белград е разпусната по решение на военния министър на Сърбия.
- 1919 г. – Първи мач на ФК Янтра (Габрово) срещу тима на Горна Оряховица (1:0)
- 1933 г. – В Германия започва съдебен процес във връзка с подпалването на Райхстага, един от обвиняемите е Георги Димитров.
- 1937 г. – За първи път е публикувана книгата на Дж. Р. Р. Толкин „Хобитът“.
- 1938 г. – Ураган връхлита Ню Йорк, загиват около 600 души.
- 1940 г. – Празник на гр. Балчик. На тази дата градът е освободен от румънска окупация и е върнат в пределите на България.
- 1950 г. – Авария при строежа на тунел „Козница“
- 1964 г. – Малта придобива независимост от Обединеното кралство.
- 1981 г. – Белиз придобива независимост от Обединеното кралство.
- 1991 г. – Армения получава независимост от Съветския съюз.
- 1993 г. – Президентът на Русия Борис Елцин прекратява дейността на парламента, в разрез с действащата по това време конституция, и така ускорява Руската конституционна криза от 1992 – 1993 г.
- 1999 г. – При земетресение в Централен Тайван загиват 2400 души.
- 2001 г. – XXXIX народно събрание приема декларация по повод терористичните актове в Ню Йорк и Вашингтон, с която обявява борбата с тероризма за дългосрочен приоритет.
- 2002 г. – В София е открит универсалният парк София Ленд, който 4 години по-късно е закрит.
- 2003 г. – Програмата Галилео на НАСА приключва и космическият апарат е спуснат в атмосферата на Юпитер, където той се разпада при скорост от 50 km/s.

## Родени
- 1415 г. – Фридрих III, император на Свещената Римска империя († 1493 г.)
- 1452 г. – Джироламо Савонарола, италиански свещеник († 1498 г.)
- 1640 г. – Филип I Орлеански, херцог на Орлеан († 1701 г.)
- 1726 г. – Йован Раич, сръбски историк († 1801 г.)
- 1760 г. – Иван Лепьохин, руски изследовател († 1802 г.)
- 1791 г. – Ищван Сечени, унгарски политик († 1860 г.)
- 1792 г. – Йохан Петер Екерман, немски писател († 1854 г.)
- 1801 г. – Борис Якоби, руски физик († 1874 г.)
- 1812 г. – Ангел Кариотов, български хайдутин († ок. 1862 г.)
- 1840 г. – Мурад V, султан на Османската империя († 1904 г.)
- 1842 г. – Абдул Хамид II, султан на Османската империя († 1918 г.)
- 1843 г. – Георги Бенковски, български революционер († 1876 г.)
- 1846 г. – Светозар Маркович, сръбски журналист († 1875 г.)
- 1849 г. – Морис Баримор, американски актьор († 1905 г.)
- 1853 г. – Едмънд Лейтън, английски художник († 1922 г.)
- 1853 г. – Хейке Камерлинг Онес, холандски физик, Нобелов лауреат († 1926 г.)
- 1862 г. – Джеймс Талмадж, английски религиозен водач († 1933 г.)
- 1863 г. – Джон Бъни, американски актьор († 1915 г.)
- 1866 г. – Хърбърт Уелс, британски писател († 1946 г.)
- 1866 г. – Шарл Никол, френски бактериолог, Нобелов лауреат († 1936 г.)
- 1867 г. – Хенри Стимсън, министър на отбраната († 1950 г.)
- 1868 г. – Борис Михайлов, български художник († 1921 г.)
- 1872 г. – Нестор Байков, български революционер († 1955 г.)
- 1874 г. – Густав Холст, английски композитор († 1934 г.)
- 1887 г. – Йозеф Харп, немски генерал († 1968 г.)
- 1889 г. – Едуардо Вайс, италиански психоаналитик († 1970 г.)
- 1891 г. – Геза Рохайм, унгарски психоаналитик († 1953 г.)
- 1895 г. – Владимир Балан, български авиатор († 1944 г.)
- 1895 г. – Георги Цанев, български академик († 1986 г.)
- 1897 г. – Никола Генчев, български военен деец († ? г.)
- 1899 г. – Михаил Попов, български певец († 1978 г.)
- 1901 г. – Димитър Тодоров – Жарава, български художник († 1988 г.)
- 1901 г. – Димитър Хаджиев, български лекар († ? г.)
- 1902 г. – Луис Сернуда, испански поет († 1963 г.)
- 1904 г. – Стоян Венев, български художник († 1989 г.)
- 1909 г. – Кваме Нкрума, ганайски политик († 1972 г.)
- 1912 г. – Чък Джоунс, американски аниматор († 2005 г.)
- 1915 г. – Стоян Едрев, публицист и партизанин († 1944 г.)
- 1919 г. – Георги Григоров, деец на БКП († 1942 г.)
- 1919 г. – Димче Маленко, писател от СР Македония († 1990 г.)
- 1922 г. – Зако Хеския, български режисьор († 2006 г.)
- 1924 г. – Херман Бул, австрийски алпинист († 1957 г.)
- 1926 г. – Доналд Глейзър, американски физик, Нобелов лауреат († 2013 г.)
- 1926 г. – Радослав Маринов, български художник († 1987 г.)
- 1927 г. – Борислав Стоев, български художник († 2017 г.)
- 1931 г. – Лари Хагман, американски актьор († 2012 г.)
- 1934 г. – Леонард Коен, канадски певец († 2016 г.)
- 1935 г. – Джими Армфийлд, английски футболист († 2018 г.)
- 1936 г. – Юрий Лужков, руски политик († 2019 г.)
- 1941 г. – Джеймс Улси, американски политик
- 1943 г. – Клаус Кордон, немски писател
- 1943 г. – Христо Танев, български художник († 2019 г.)
- 1944 г. – Никола Любомиров, български актьор
- 1945 г. – Джери Брукхаймър, американски продуцент
- 1946 г. – Пол Дохърти, английски писател
- 1947 г. – Стивън Кинг, американски писател
- 1950 г. – Бил Мъри, американски киноактьор
- 1951 г. – Аслан Масхадов, чеченски революционер († 2005 г.)
- 1951 г. – Брус Арина, американски футболен треньор
- 1955 г. – Владимир Атанасов, български политик
- 1957 г. – Итън Коен, американски кинорежисьор
- 1959 г. – Юлиан Попов, български журналист и писател
- 1962 г. – Роб Мороу, американски актьор
- 1963 г. – Ангъс Макфейдън, шотландски актьор
- 1964 г. – Христо Колев, български футболист
- 1965 г. – Дейвид Уенъм, австралийски актьор
- 1965 г. – Роберт Зелчич, хърватски шахматист
- 1965 г. – Фредерик Бегбеде, френски писател
- 1967 г. – Фейт Хил, американска певица
- 1971 г. – Марко Хабер, германски футболист
- 1972 г. – Дейвид Силверия, американски барабанист (KоЯn)
- 1973 г. – Вирхиния Руано Паскуал, испанска тенисистка
- 1975 г. – Александър Панов, руски футболист
- 1978 г. – Теодор Иванов, български писател
- 1979 г. – Кристина Арнаудова, певица от Република Македония
- 1979 г. – Мартина Глагов, германска биатлонистка
- 1980 г. – Отъм Рийсър, американска актриса
- 1980 г. – Томас Шектър, южноафрикански автомобилен състезател
- 1982 г. – Марат Измайлов, руски футболист
- 1983 г. – Маги Грейс, американска актриса
- 1999 г. – Петър Владов, български ММА боец

## Починали
- 19 пр.н.е. – Вергилий, древноримски поет (* 70 пр.н.е.)
- 454 г. – Флавий Аеций, римски военачалник (* ок. 396)
- 1327 г. – Едуард II, крал на Англия (* 1284 г.)
- 1542 г. – Хуан Боскан, испански поет (* 1490 г.)
- 1558 г. – Карл V, германски император (* 1500 г.)
- 1576 г. – Джироламо Кардано, Известен италиански ренесансов математик, лекар, философ и астролог (* 1501 г.)
- 1832 г. – Уолтър Скот, шотландски романист и поет (* 1771 г.)
- 1860 г. – Артур Шопенхауер, немски философ (* 1788 г.)
- 1866 г. – Карл Лудвиг Хенке, немски астроном (* 1793 г.)
- 1891 г. – Александра Георгиевна, велика руска княгиня (* 1870 г.)
- 1903 г. – Александър Панайотов, български революционер (* 1878 г.)
- 1903 г. – Тодор Христов – Офицерчето, български революционер (* 1883 г.)
- 1903 г. – Търпен Марков, български революционер (* 1878 г.)
- 1904 г. – Джоузеф, индиански вожд (* 1840 г.)
- 1905 г. – Николай Бенардос, руски учен (* 1842 г.)
- 1908 г. – Атанас Бадев, български композитор (* 1860 г.)
- 1911 г. – Араби-паша, египетски лидер (* 1842 г.)
- 1916 г. – Клавдий Лебедев, руски художник (* 1852 г.)
- 1921 г. – Карл Дюринг, немски философ (* 1833 г.)
- 1962 г. – Мари Бонапарт, френска авторка и психоаналитик (* 1882 г.)
- 1966 г. – Пол Рейнод, министър-председател на Франция (* 1878 г.)
- 1974 г. – Уолтър Бренан, американски актьор (* 1894 г.)
- 1974 г. – Джаклин Сюзан, американска актриса (* 1918 г.)
- 1979 г. – Дитер Зелер, германски футболист (* 1931 г.)
- 1982 г. – Иван Баграмян, съветски маршал от арменски произход (* 1897 г.)
- 1998 г. – Стоян Камбарев, български театрален режисьор (* 1953 г.)
- 1998 г. – Флорънс Грифит-Джойнър, американска лекоатлетка (* 1959 г.)
- 2020 г. – Димитър Керелезов, български поет (* 1938 г.)

## Празници
- Световен ден на мира – Отбелязва се в деня на нападението на Германия над Полша, с което започва Втората световна война (1939 – 1945), Ден на глобалното прекратяване на огъня и отказ от насилие – определен с резолюция на Общото събрание на ООН от 2001 г., призовават се всички държави и народи да спазват прекратяването на военните действия през този ден. До 2001 г. Международният ден на мира се отбелязва през третия вторник от септември съгласно резолюция 36/67 на Общото събрание на ООН от 1981 г., в която поддържането на мира на международно и на национално равнище се определя като главна цел на ООН в съответствие с Устава на ООН и се определя специален ден за отбелязване и укрепване сред всички нации и народи на идеалите на мира. За пръв път Международният ден на мира се чества през 1982 г.
- Световна здравна организация – Световен ден на болестта на Алцхаймер – Отбелязва се ежегодно от 1994 г. по инициатива на Международната организация за борба с болестта на Алцхаймер
- Армения – Ден на независимостта (от Съветски съюз, 1991 г., национален празник)
- Белиз – Ден на независимостта (от Великобритания, 1981 г., национален празник)
- България – Празник на град Тутракан – От 1993 г. с решение на Общинския съвет този ден е обявен за празник на града
- Малта – Ден на независимостта (от Великобритания, 1964 г., национален празник)